# Ruy Perotti
Ruy Perotti Barbosa (Valença do Rio, 1937 — São Paulo, 18 de setembro de 2005) foi um autor de histórias em quadrinhos, ilustrador, diretor de animação, animador e empresário brasileiro, criador dos personagens Sugismundo, Satanésio, entre outros. Foi sócio-proprietário da Lynxfilm, estúdio de desenho animado pioneiro no Brasil.

## Biografia
Aos 19 anos, ingressou na EBAL (Editora Brasil-América), de Adolfo Aizen, como desenhista de histórias em quadrinhos. 
Em 1958 fundou como um dos sócios a Lynxfilm, empresa pioneira na animação publicitária no Brasil, que produziu mais de 1500 comerciais, entre eles os primeiros filmes da Turma da Mônica, de Maurício de Sousa, comerciais da Varig, a campanha do Sujismundo, entre muitos outros.
Em 1975, tornou-se diretor de criação da Editora Abril, e logo depois Vice-Diretor Editorial e Diretor de Promoções. É nessa fase que cria seus principais personagens nos quadrinhos, Satanésio e Gabola.
Seu filho Guilherme Alvernaz seguiu os seus passos e hoje é sócio-proprietário da Oca Filmes, empresa produtora de animação.

## Filmografia
- Vozes do Medo, 1972